# Hampton (Virginia)
Hampton è una città autonoma (independent city) degli Stati Uniti d'America, nello Stato della Virginia.
È una delle nove città e sette contee che costituiscono l'area metropolitana Hampton Roads nel sud della Virginia Peninsula, ufficialmente conosciuta come Virginia Beach-Norfolk-Newport News, VA-NC MSA.
Hampton ospita la base militare di Fort Monroe, l'aeroporto militare della Langley Air Force Base e il Langley Research Center, il più vecchio centro della NASA, tuttora esistente.
È inoltre sede della Hampton University, istituita nel 1868, e dispone di una vasta gamma di attività e imprese industriali, aree di vendita e zone residenziali, luoghi di interesse storico e miglia di litorale e spiagge.
È una delle più vecchie città degli Stati Uniti. Tra quelle della Virginia è la sesta come popolazione e il più popoloso insediamento urbano appartenente ad un'unica città.
Al censimento del 2000, la sua popolazione era di 146.427 abitanti, ma la stima per il 2005 mostrava che la popolazione sarebbe leggermente calata a 145.579 abitanti.

## Storia
Poco prima del natale 1606 una spedizione di tre navi che trasportavano 105 coloni (tra adulti e ragazzi) lasciarono l'Inghilterra alla volta dell'America del Nord.
La spedizione, finanziata dalla Virginia Company, era guidata da Christopher Newport che comandava anche la nave più grande la Susan (o Sarah) Constant (le altre due navi erano la Godspeed e, la più piccola, la Discovery, guidate rispettivamente da Bartholomew Gosnold e John Ratcliffe).
Dopo un viaggio particolarmente lungo (144 giorni), effettuarono il primo sbarco all'ingresso della baia di Chesapeake sulla riva sud di un luogo che chiamarono Cape Henry (in onore del Principe di Galles Enrico Federico Stuart, il figlio maggiore del loro re Giacomo I d'Inghilterra).
Nei primi giorni di esplorazione identificarono il luogo ora chiamato Old Point Comfort (che chiamarono "Point Comfort") come un luogo strategico di difesa all'ingresso di quella regione che divenne nota come Hampton Roads, formata dalla confluenza dei fiumi Elizabeth, Nansemond e James, il più lungo della Virginia.

Poche settimane dopo, il 14 maggio 1607, essi stabilirono il primo insediamento inglese negli attuali Stati Uniti a circa 25 miglia (40 km) verso l'interno della Baia lungo il fiume James a Jamestown.
La zona intorno a Old Point Comfort divenne la sede di numerose altre fortificazioni nei successivi 200 anni.
Un po' più a sud, vicino alla foce del fiume Hampton, la comunità di nativi americani di Kecoughtan venne confiscata ai nativi dai colonialisti durante il governatorato della Virginia di Thomas Gates.
I coloni fondarono la loro piccola città, costruendo una piccola chiesa chiesa anglicana (Chiesa episcopale statunitense di St. John), il 9 luglio 1610, che divenne poi parte di Hampton. (Che costituisce la base per il riconoscimento di Hampton come più antico insediamento inglese negli Stati Uniti).
La città prese il nome da Henry Wriothesly, terzo Conte di Southampton, un importante dirigente della Virginia Company, società per azioni di Londra, che diede il nome anche al fiume Hampton (Hampton River), Hampton Roads, alle contee di Southampton e di Northampton.
La zona divenne parte della Elizabeth City (o Elizabeth Cittie) impresa della Virginia Company nel 1619, e della Elizabeth River Shire nel 1634. Divenne parte della contea di Elizabeth City alla sua creazione nel 1643.
Poco dopo la Guerra del 1812, l'esercito degli Stati Uniti costruì una struttura più solida in pietra a Old Point Confort che divenne nota come Fort Monroe in onore del Presidente degli Stati Uniti James Monroe.
La nuova installazione, il vicino Fort Calhoun (ora Fort Wool) e un'isola artificiale, nata per proteggere l'Hampton Roads, furono completati nel 1834.
Fort Monroe, Hampton e le zone circostanti hanno avuto ruoli importanti durante la guerra di secessione americana (1861-1865).
Sebbene la maggior parte della Virginia fosse diventata parte degli Stati Confederati, Fort Monroe rimase nelle mani dell'Unione.
È diventato rilevante come luogo simbolico e storico di libertà per i primi ex-schiavi quando venivano adottati i provvedimenti detti di "contraband" e in seguito il Proclama dell'emancipazione (Emacipation Proclamation).
Dopo la guerra, l'ex-presidente dei Confederati, Jefferson Davis venne incarcerato nel luogo detto Casemate Museum.
La città di Hampton, nella zona di Fort Monroe (a sud), ha avuto la sfortuna di essere bruciata sia durante la guerra d'indipendenza americana (1775 – 1783) che durante la guerra di secessione.
Tra le rovine della città, dopo il ritiro dei Confederati nel 1861, gli schiavi con lo stato giuridico detto "Contraband" (e cioè precedentemente di proprietà dei Confederati ma protetti dall'Unione) costruirono il "Grand Contraband Camp", la prima comunità auto gestita degli Stati Uniti.
Un certo numero di strade della moderna Hampton mantiene il nome che venne assegnato loro da quella comunità.
Numerosi schiavi "contrabands" che avevano cercato rifugio a Fort Jefferson (Florida) e nel "Grand Contraband Camp" portarono a iniziative educative che determinarono l'istituzione della Università di Hampton, dove cresce la celebre "Quercia dell'emancipazione" (Emancipation Oak).
Il sito originale dell'insediamento di nativi americani Kecoughtan era vicino al centro di Hampton (downtown), presso la sede nella città della azienda di trasporti pubblici (Pentran Transportation Center).
A sud della odierna Hampton, una piccola indipendente "incorporated town" anch'essa chiamata Kecoughtan molti anni più tardi e situata nella contea di Elizabeth fu annessa alla città di Newport News nel 1927 e ora fa parte delle città indipendenti dell'East End.
Dopo essere stata a lungo una città della contea di Elizabeth City, Hampton divenne una città indipendente dalla contea di Elizabeth City il 30 marzo 1908, anche se è rimasta Capoluogo di contea e ha continuato a condividere molti servizi con la contea stessa.
Il 1º luglio 1952, dopo l'approvazione degli elettori di ciascuna località, Hampton, la "incorporated town" di Phoebus e la contea di Elizabeth City vennero unificate in una sola città indipendente di nome Hampton.
Fu la prima di una serie di unificazione che ebbero luogo nella regione dell'Hampton Roads nella seconda metà del XX secolo.

## Geografia fisica

### Territorio
Secondo l'United States Census Bureau, la città copre un'area totale di 352,8 km² (pari a 136,2 miglia quadrate). Di questa 134,1 km² (pari 51,8 miglia quadrate) sono ricoperti da terra; il resto: 218,7 km² (pari a 84,4 miglia quadrate) è ricoperto da acque.

### Clima
Il clima mite durante le quattro stagioni permette di gustare le attività all'aperto tutto l'anno (è temperato e variabile da stagione a stagione).
Le estati sono calde e umide, con serate fresche.

La temperatura media annuale è di 21 °C (70 °F), con un innevamento medio annuo di 150 mm (6 pollici) e una piovosità media annua di 1.200 mm (47 pollici). Nel 1999 non cadde neve in quantità misurabile.
Le stagioni più umide sono la primavera e l'estate, anche se le precipitazioni sono abbastanza costanti durante tutto l'anno.

La temperatura più alta registrata fu di 40,6 °C (105 °F) nel 1980.
La più bassa temperatura registrata fu di -22 °C (-7 °F) il 21 gennaio 1985.

In più la posizione geografica della città, rispetto ai percorsi delle principali tempeste, è particolarmente favorevole dato che è a sud del percorso medio delle tempeste che si formano a latitudini maggiori e a nord dei percorsi usuali degli uragani e delle altre tempeste tropicali. Fece eccezione l'uragano Isabel nel 2003.

## Città e contee vicine
- Contea di York (a nord)
- Poquoson (independent city, a nord-est)
- Norfolk (a sud, oltre le acque dell'Hampton Roads)
- Newport News (a sud e a ovest)
- Portsmouth (a sud, oltre le acque dell'Hampton Roads)
- Contea di Northampton (a est, oltre le acque della Baia di Chesapeake)

## Società

### Evoluzione demografica
Al censimento del 2000 la popolazione ammontava a 146.437 persone, 53.886 nuclei familiari e 35.888 famiglie residenti nella città.
La densità della popolazione era di 1.091,9 abitanti per chilometro quadrato (2.828 abitanti per miglio quadro).
Vi erano 57.311 unità abitative con una densità di 427,3/km² (1.106,8 per miglio quadrato).
La composizione etnica della città era: 50,55% di bianchi, 44,68% dei neri o afroamericani, 0,42% di nativi americani, 1,84% di asiatici, 0,09% di oceaniani, 1,03% di altre etnie e 2,39% di due o più etnie diverse. Il 2,84% della popolazione erano di origine ispanica o latino americana.
I nuclei familiari erano 53.887 di cui il 32,5 % con bambini di età inferiore a 18 anni conviventi, 46,2% erano coppie sposate, nel 16,4% il capofamiglia era di sesso femminile senza coniuge e il 33,4% non erano famiglie.
Il 26,6% di tutti i nuclei familiari era formato da singoli e nel 7,9% era di 65 anni o più. La dimensione media dei nuclei familiari era di 2,49 individui e la composizione media delle famiglie era di 3,02 individui.
La distribuzione per età era di 24,2% sotto i 18 anni, 12,6% tra i 18 e i 24 anni, 32,5% tra i 25 e i 44 anni, 20,4% tra i 45 e i 64 anni e il 10,3% avevano 65 anni o più. L'età media era di 34 anni. In base al sesso, il rapporto era di 100 donne e 98,3 maschi; in particolare per ogni 100 donne dai 18 anni in su i maschi erano 96,6.
Stime della popolazione nel giugno 2008: 145.494. Maschi 72.111 (49,6%), femmine 73.382 (50,4%).
Il reddito medio per unità familiare nella città era di 39.532 $ e il reddito medio per famiglia era di 46.111 $.
Le persone di sesso maschile avevano un reddito medio di 31.666 $, mentre per le donne era di 24.578 $.
Il reddito pro capite nella città era di 19.774 $.
Circa l'8,8% delle famiglie e l'11,3% della popolazione era sotto la soglia di povertà; di questi il 15,9% aveva un'età inferiore ai 18 anni e l'8,6% aveva 65 anni o più.

## Media
Il quotidiano di Hampton è il Daily Press. È un quotidiano del mattino con sede a Newport News che si occupa del sud est della Virginia. La sua fondazione risale al 1896 e la tiratura giornaliera è di 83 000 copie (108.000 la domenica).
Altri giornali sono il Port Folio Weekly, il New Journal and Guide e l'Hampton Roads Business Journal.
L'Hampton Roads Magazine è una rivista bimensile per Hampton e l'area di Hampton Roads.
Hampton è servita da una vasta gamma di stazioni radio AM e FM con trasmettitori situati intorno all'area di Hampton Roads.
Hampton è anche servita da diverse stazioni televisive. La Hampton Roads, come area di mercato, è la 42ª degli Stati Uniti con 712.790 abitazioni (0,64% degli Stati Uniti).
Le maggiori emittenti televisive e le relative compagnie di cui sono affigliate sono:
- WTKR-TV 3, CBS
- WAVY-TV 10, National Broadcasting Company (NBC)
- WVEC-TV 13, American Broadcasting Company (ABC)
- WGNT 27, The CW
- WTVZ-TV 22, MyNetworkTV
- WVBT 43, Fox Broadcasting Company
- WPXV-TV 49, affiliata Ion Television

La stazione di Public Broadcasting Service è WHRO-TV 15.
I residenti di Hampton possono ricevere anche stazioni indipendenti, come WSKY-TV, sul canale 4, dall'Outer Banks della Carolina del Nord e WGBS-LP che trasmette sul canale 7.
Hampton è anche servita dalla Cox Communications, televisione via cavo che fornisce il canale Local News on Cable (o LNC5). DirecTV e Dish Network sono anche popolari alternative alla televisione via cavo.

## Scuole primarie e secondarie
La prima scuola pubblica degli Stati Uniti, la Syms-Eaton-Academy, fu aperta a Hampton nel 1634.
Venne rinominata Hampton Academy nel 1852 e divenne parte del sistema scolastico pubblico.
La Hampton High School trae la sua origine dalla Syms-Eaton School e pertanto rivendica il diritto di essere la più vecchia scuola pubblica degli USA. 
Il fondo fiduciario creato con le donazioni di Syms ed Eaton è rimasto intatto dal XVII secolo ed è stato incorporato nelle risorse del sistema pubblico scolastico di Hampton.
Nel sistema delle scuole pubbliche di Hampton attualmente operano le seguenti scuole:
- Moton Early Childhood Center
- Aberdeen Elementary School
- Armstrong Fundamental Elementary School
- Asbury Elementary School
- Barron Elementary School
- Bassette Elementary School
- Booker Elementary School
- Bryan Elementary School
- Burbank Elementary School
- Cary Elementary School
- Cooper magnet Elementary School
- Forrest Elementary School
- Kraft Elementary School
- Langley Elementary School
- Lee Elementary School
- Machen Elementary School
- Mallory Elementary School
- Mary Peake Elementary School
- Merrimack Elementary School
- Phillips Elementary School
- Phinex prek-8 school (in costruzione)
- Smith Elementary School
- Tarrant Elementary School
- Tucker-Capps Fundamental Elementary School
- Tyler Elementary School
- Wythe Elementary School
- Eaton Fundamental Middle School
- Gloria Dei Lutheran School
- Jefferson Davis Middle School
- Jones Magnet Middle School
- Lindsay Middle School
- Spratley Middle School
- Syms Middle School
- Bethel High School
- Hampton High School
- Kecoughtan High School
- Phoebus High School

Le scuole private includono:
- Hampton Christian Schools[21]
- Saint Mary's Star of the Sea Catholic School
- Calvary Classical School

## Collegee università

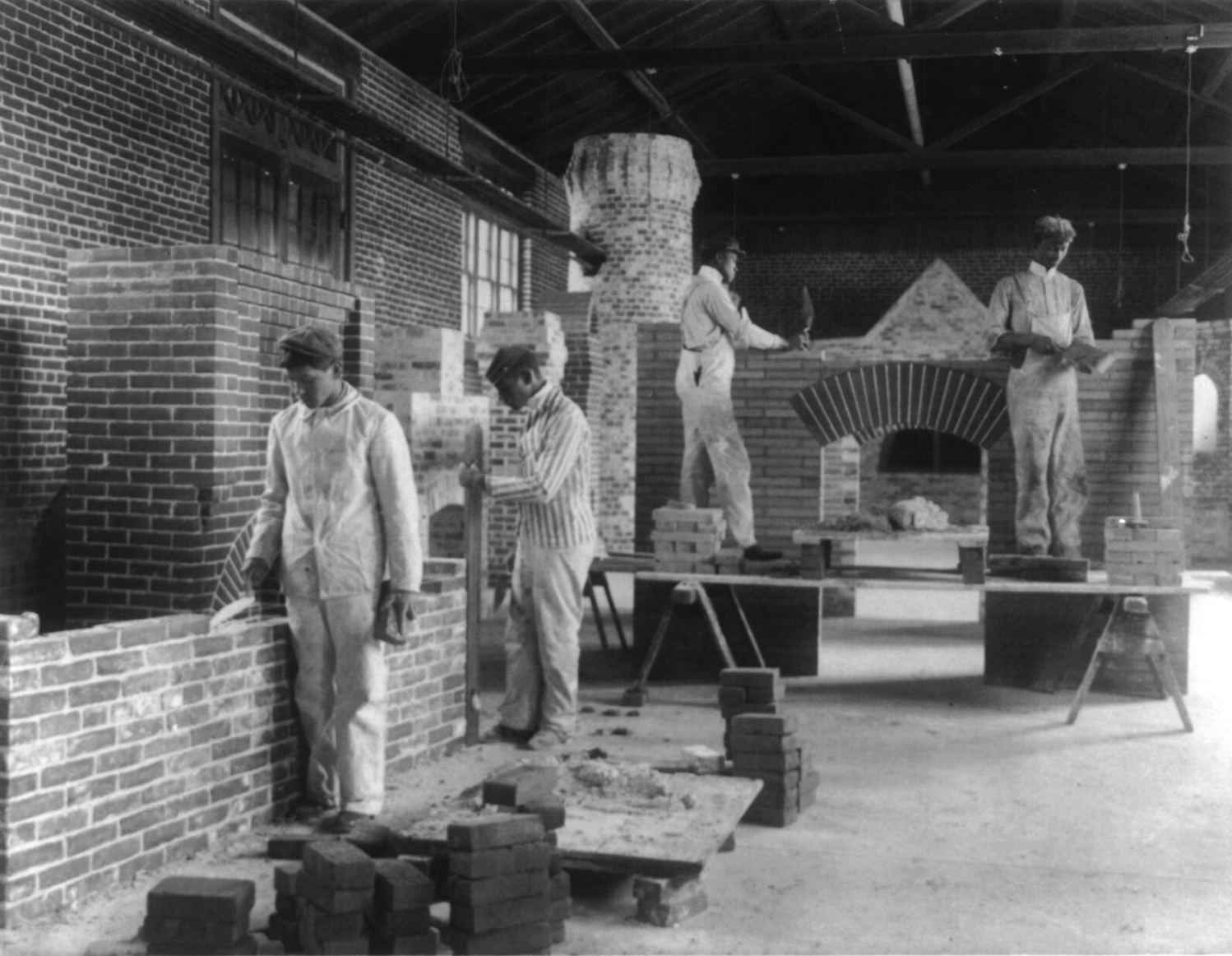
Studenti mentre costruiscono un'aula dell'Hampton Institute (foto del 1899).

La Hampton University fornisce un'istruzione privata universitaria. Il Thomas Nelson Community College fornisce corsi di durata biennale.
Situato a nord di Hampton nelle vicinanze di Williamsburg, il Thomas Nelson fornisce programmi di studio propedeutici per l'università e professionali.
A Newport News si trova la Christopher Newport University, nata nel 1961 come scuola biennale del College di William e Mary e poi diventata università pubblica nel 1992.
Altre università nei dintorni includono la Old Dominion University, la Norfolk State University e il College di William e Mary.

## Scuole non più attive
- Phenix High School. Si trovava nel campus della Hampton University (ora Phenix Hall, edificio dell'università). Venne aperta una nuova Phenix High School nel 1959.
- La Phenix High School venne definitivamente chiusa nel 1983 e ora è sede della Hampton Family YMCA e servizi sociali di Hampton.
- Y.H. Thomas Middle School è ora un centro educativo per adulti e ricreativo.
- La Sin clare è stata abbattuta. Ora al suo posto sorgono degli hotel.
- La scuola elementare di Syms-Eaton, nel centro della città, fu abbattuta negli anni settanta o ottanta. Al suo posto sorgono abitazioni.
- La prima scuola superiore di Hampton si chiama ora Thorpe Jr. High school.
- La seconda scuola superiore fu demolita negli anni settanta. Al suo posto sorge il Darling Stadium.

## Nei dintorni

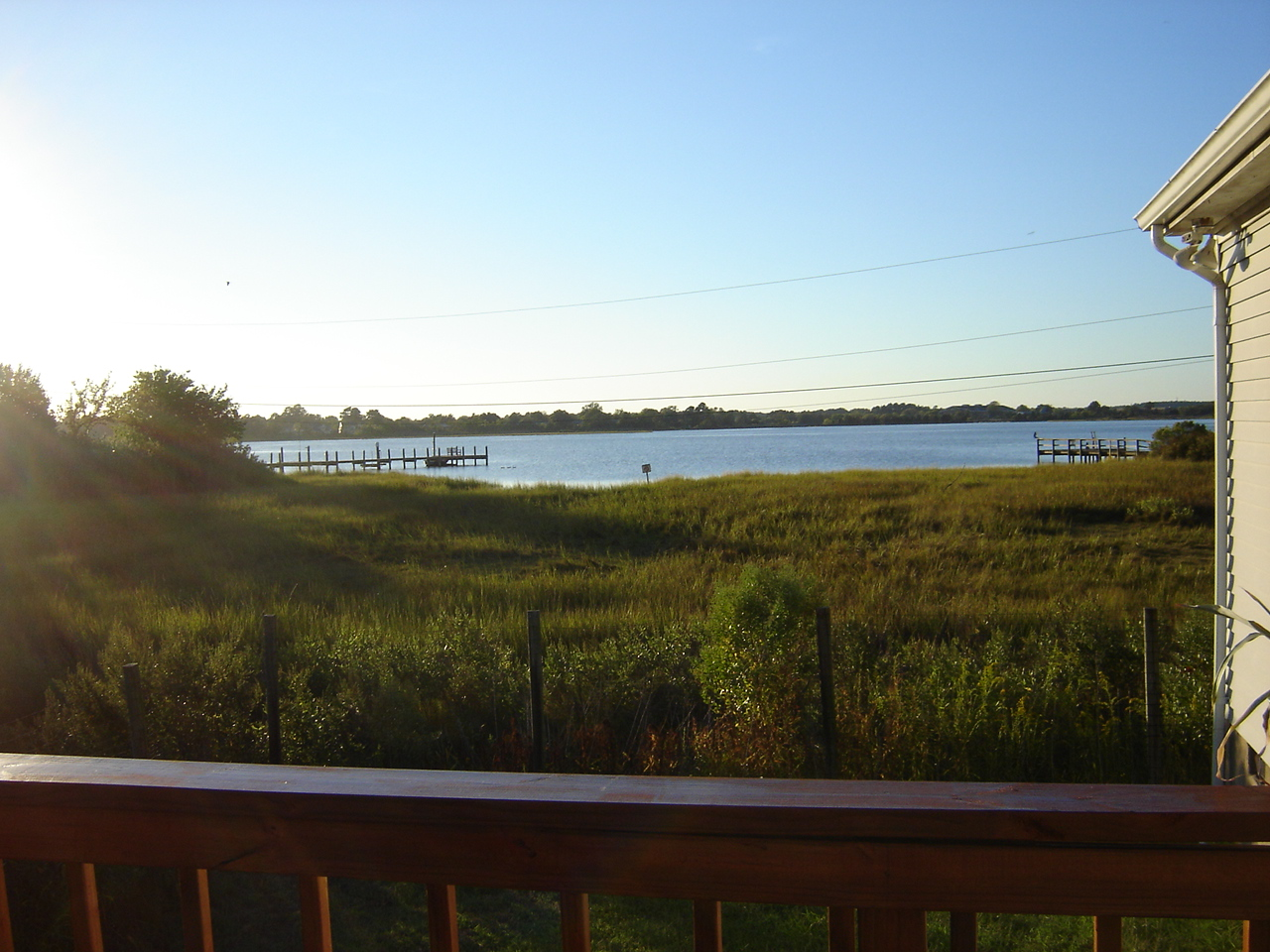
Il Back river a nord di Hampton.

- Aberdeen Gardens
- Bethel Park
- Briarfield Terrace
- Buckroe
- Buckroe Beach
- Elizabeth estates
- Farmington
- Fox Hill
- Grandview
- Grist Mill
- Hampton Woods
- Howe Farms
- Magnolia
- Michael's Woods
- Northampton
- Orcutt-Farmington
- Phoebus
- Pine Chapel
- Pine Grove
- Riverdale
- Sinclair Farms
- Tide Mill
- Wythe
- Westview lakes

## Luoghi interessanti
- Air Power Park[28]
- Bluebird Gap Farm
- Buckroe Beach
- Buckroe Fishing Pier
- Charles Taylor Arts Centre
- Downtown Hampton Historic District
- Emancipation Oak
- Fort Monroe
  - Chapel of the Centurion
- Fort Wool
- Gosnold Hope Park
- Grandview Nature Preserve
- Hampton Coliseum
- Hampton History Museum
- Hampton National Cemetery
- Hampton Plaza
- Hampton Roads Convention Center
- Hampton Roads Harbor
- Hampton University
- Hampton University Museum
- Jacques Cousteau Centre
- Jefferson Davis Casemate Museum
- Langley Air Force Base
- Langley Speedway
- Mercury Central Shopping District
- Langley Research Center
- New American Theatre
- Old Point Comfort
- Phoebus Historic District
- Peninsula Town Center
- Robert Ogden Auditorium
- Sandy Bottom Nature Park

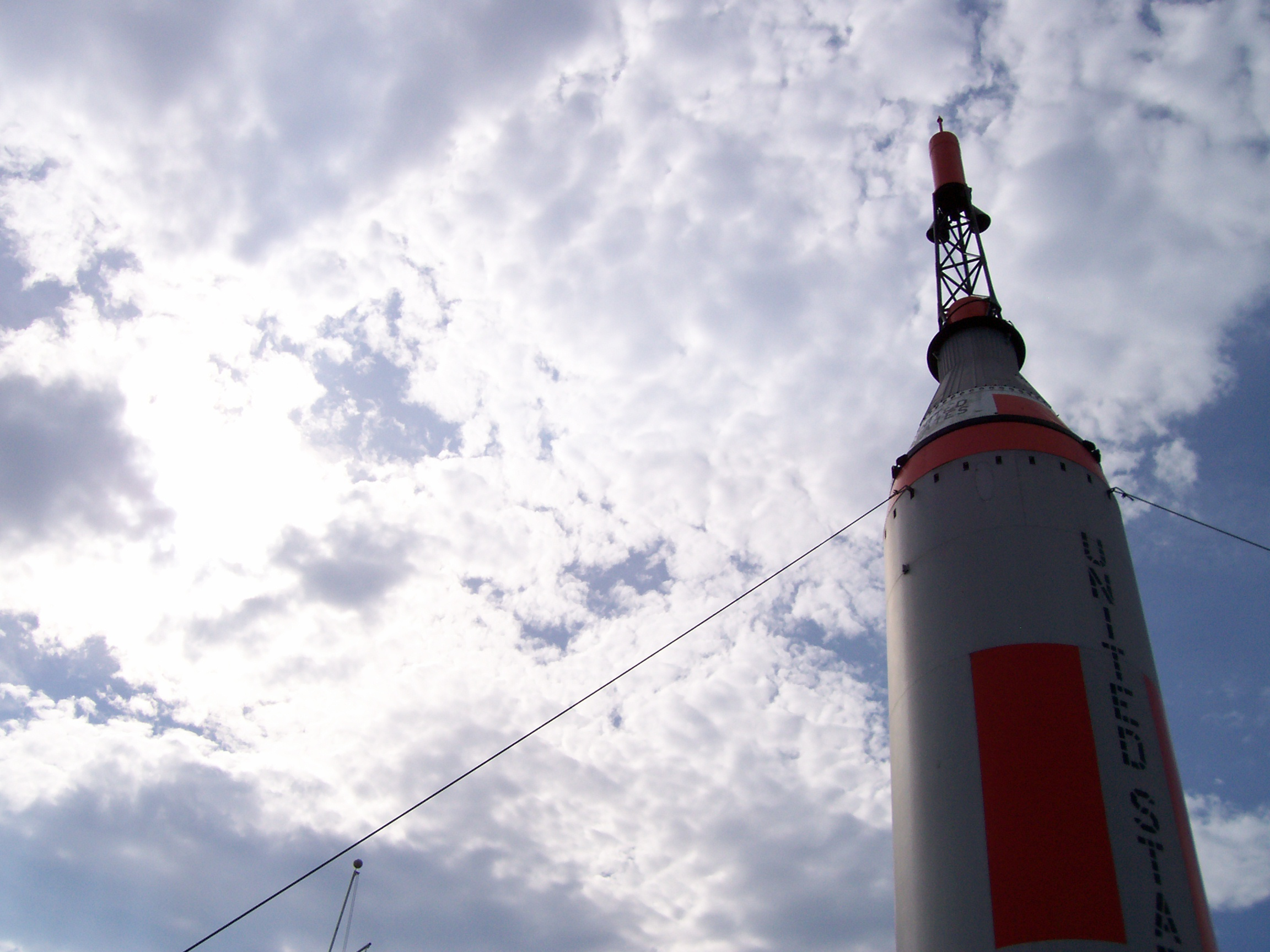
Un missile in esposizione all'Air Power Park.

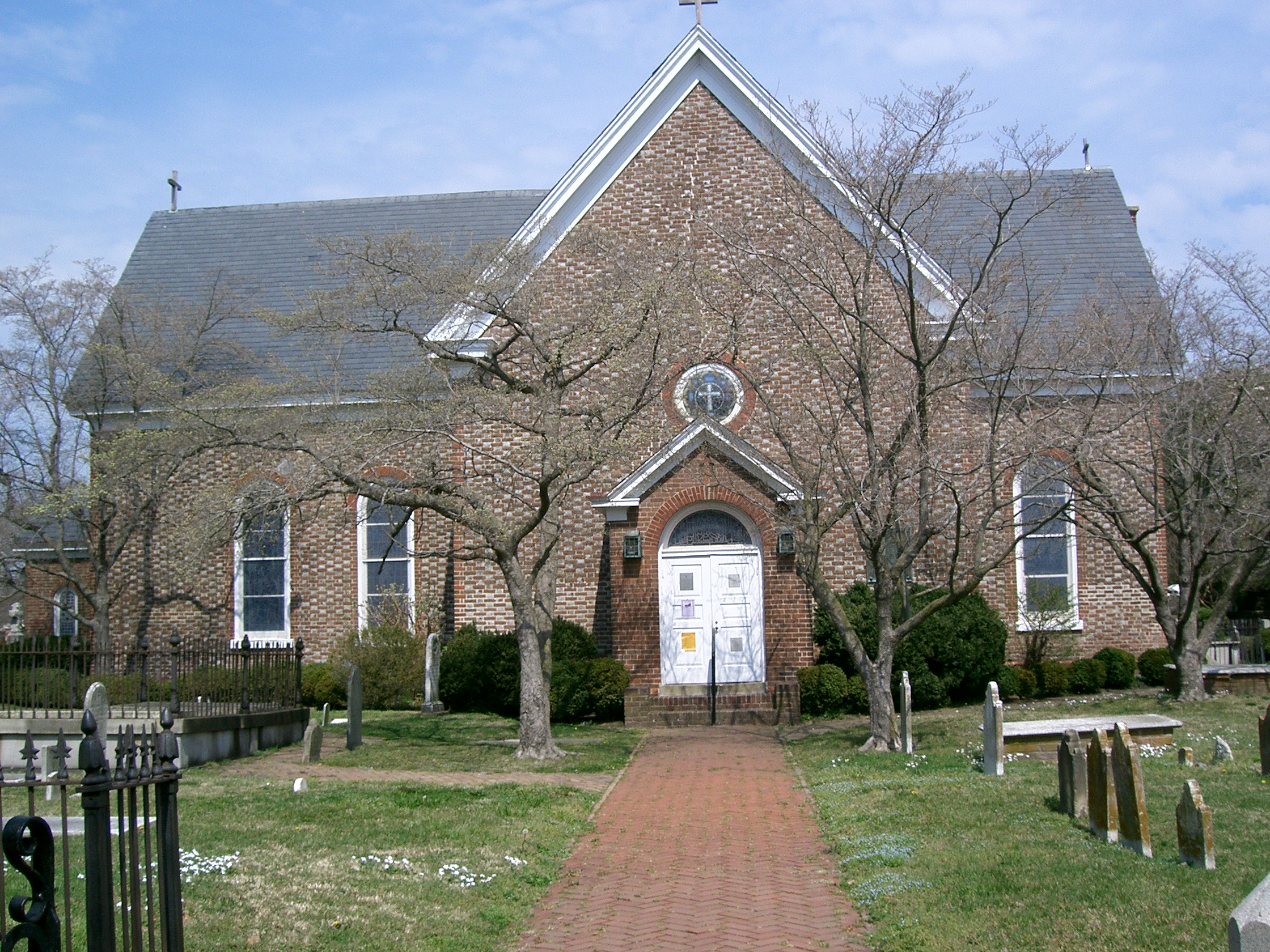
La chiesa episcopale di St. John ad Hampton (vista dal lato sud).

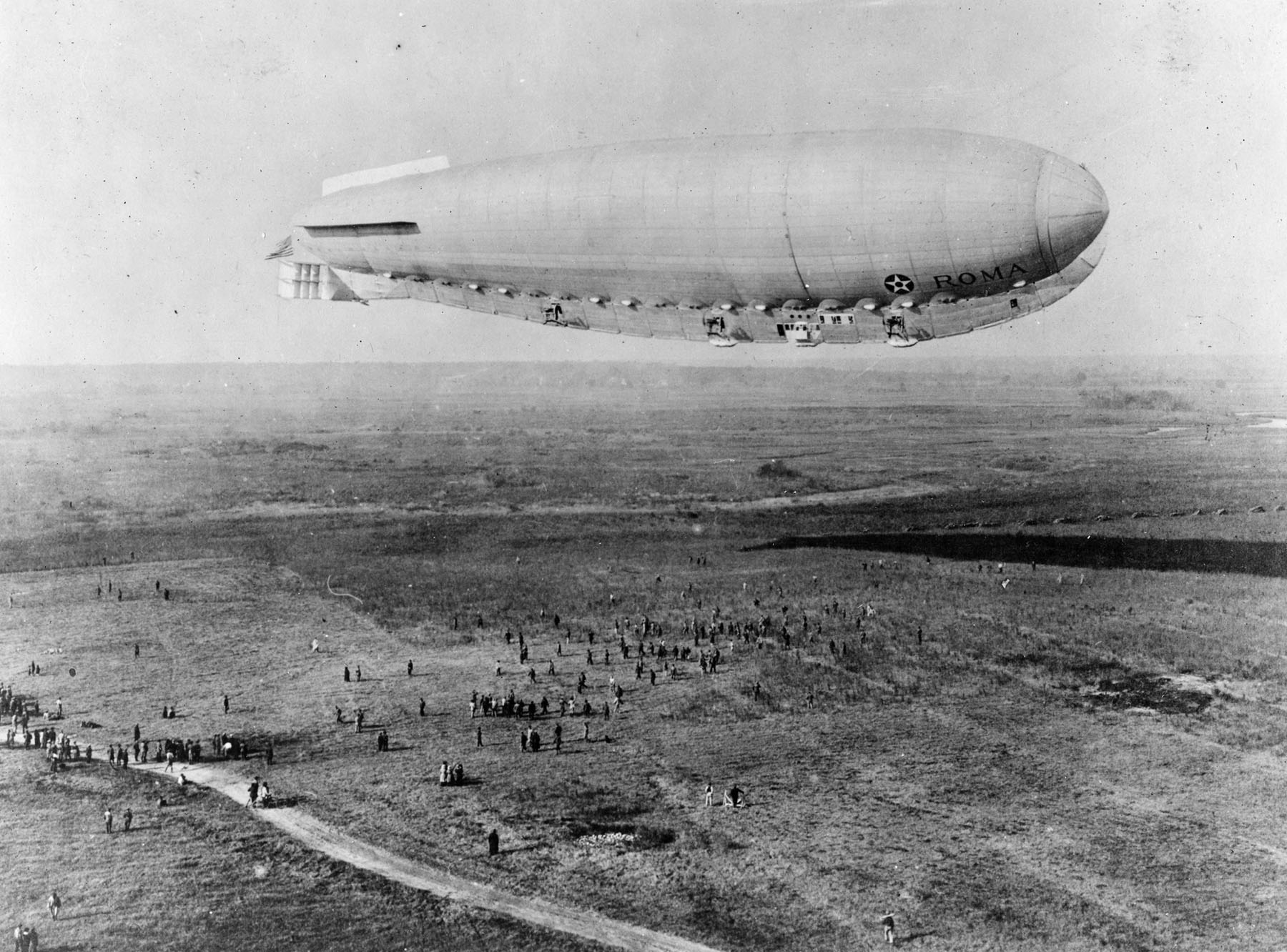
Il dirigibile Roma all'aeroporto di Langley, 3 miglia a nord di Hampton, nel suo primo volo (1921).

- Strawberry Banks e First Landing Monument
- St._John's_Episcopal_Church
- Veterans' Affairs Medical Center
- Virginia Air and Space Center
- War Memorial Stadium

## Infrastrutture e trasporti
Hampton è servita da due aeroporti. 
Il Newport News/Williamsburg International Airport, che si trova a Newport News e l'Aeroporto Internazionale di Norfolk a Norfolk, entrambi coprono le esigenze dei passeggeri di Hampton Roads.
L'aeroporto principale della Virginia Peninsula è il Newport News/Williamsburg International Airport. 
L'aeroporto sta vivendo il quarto anno di record di crescita a due cifre, che lo rendono uno degli aeroporti con crescita più rapida del paese. Nel gennaio 2006 nell'aeroporto sono transitati 1.058.839 passeggeri.
L'Aeroporto Internazionale di Norfolk: si trova vicino alla Baia di Chesapeake lungo i limiti della città di Norfolk e Virginia Beach. Sette compagnie aeree forniscono un servizio non-stop con venticinque destinazioni. Il traffico annuale in partenza e in arrivo ammonta a 3.703.664 passeggeri e grazie alle sue infrastrutture il trasporto merci annuale ammonta a 31.198 tonnellate (68.778.934 pounds).
Il Chesapeake Regional Airport. È un aeroporto per collegamenti nella regione.
I trasporti urbani e con le altre sette città dell'Hampton Roads è gestito dal servizio regionale della compagnia HRT (Hampton Roads Transit conosciuta anche come Transportation District Commission of Hampton Roads).

## Amministrazione

### Gemellaggi
- Southampton
- Vendôme
- Pietermaritzburg
- Anyang